# Julia Louis-Dreyfus

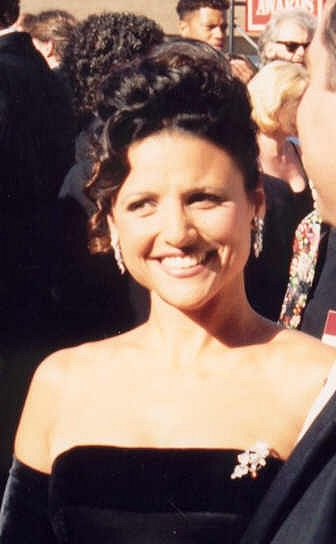
In 1994

Julia Elizabeth Scarlett Louis-Dreyfus (New York, 13 januari 1961) is een Amerikaans actrice. Ze is vooral bekend geworden dankzij haar rol als Elaine Benes in de comedy Seinfeld. Zij speelde naast Jerry Seinfeld, Jason Alexander en Michael Richards een van de vier hoofdrollen in deze serie.
Verder trad ze talloze keren op in Saturday Night Live en speelde ze in veel films. Tevens speelde ze de hoofdrol in de serie The New Adventures of Old Christine en deed ze vaak voice-overwerk voor animaties zoals A Bug's Life en Planes. Op 4 mei 2010 kreeg ze een ster op de Hollywood Walk of Fame.
Voor haar rol in Seinfeld werd ze zeven keer op rij genomineerd voor een Emmy Award en won deze in 1996. Voor haar rol als Christine Campbel in The New Adventures of Old Christine werd ze ook vijf keer op rij genomineerd en won de eerste keer. Haar meest prijzenwinnende rol is die van vice-president Selina Meyer in de politieke komedie Veep, die ze sinds 2012 speelt en waarmee ze zes Primetime Emmy's won Hiermee komt ze op gelijke hoogte met Cloris Leachman die tot dan toe alleen recordhoudster was met acht Emmy's. 
Sinds 1987 is ze getrouwd met acteur Brad Hall, met wie ze twee zoons heeft.

## Filmografie
- Troll (1986) - Jeanette Cooper
- Hannah and Her Sisters (1986) - Mary
- Soul Man (1986) - Lisa Stinson
- The Art of Being Nick (televisieserie) - Rachel (1986)
- Family Ties (televisieserie) - Susan 'Raindrop' White, Esq. (aflevering Read It and Weep: Part 2, 1987)
- Day by Day (televisieserie) - Eileen Swift (25 afleveringen, 1988-1989)
- Christmas Vacation (1989) - Margo Chester
- Dinosaurs (televisieserie) - Heather (aflevering Nuts to War: Part 2, 1992, stem)
- Jack the Bear (1993) - Peggy Etinger
- All-Star 25th Birthday: Stars and Street Forever! (televisiefilm, 1994) - Kathy Lee Kathy
- North (1994) - Norths moeder
- The Single Guy (televisieserie) - Tina, Danger Girl (aflevering Mugging, 1995)
- London Suite (televisiefilm, 1996) - Debra Dolby
- Hey Arnold! (televisieserie) - Miss Felter (aflevering Helga's Boyfriend/Crush on Teacher, 1997, stem)
- Dr. Katz, Professional Therapist (televisieserie) - Julia (aflevering Ben Treats, 1997, stem)
- Fathers' Day (1997) - Carrie Lawrence
- Deconstructing Harry (1997) - Leslie/Harry's karakter
- Seinfeld (televisieserie) - Elaine Benes (172 afleveringen, 1990-1998)
- A Bug's Life (1998) - Atta (Stem)
- Animal Farm (televisiefilm, 1999) - Mollie (Stem)
- Geppetto (televisiefilm, 2000) - Blauwe fee (Stem)
- Watching Ellie (televisieserie) - Eleanor 'Ellie' Riggs (12 afleveringen, 2002-2003)
- Arrested Development (televisieserie) - Maggie Lizer (aflevering Altar Egos, 2004|Justice Is Blind, 2004|Out on a Limb, 2005)|Hand to God, 2005)
- Saturday Night Live (televisieserie) - verschillende rollen (56 afleveringen, 1982-2006)
- The Simpsons (televisieserie) - Gloria (aflevering A Hunka Hunka Burns in Love, 2001, stem; I Don't Wanna Know Why the Caged Bird Sings, 2007, stem)
- The New Adventures of Old Christine (televisieserie) - Christine Campbell (88 afleveringen, 2006-2010)
- Veep (televisieserie) - Selena Meyer (2012-2019)
- Enough Said (2013)
- The Falcon and the Winter Soldier (televisieserie) - Valentina Allegra de Fontaine (2 afleveringen, 2021)
- Black Widow (2021) - Valentina Allegra de Fontaine (post-credit scene)
- Black Panther: Wakanda Forever (2022) - Valentina Allegra de Fontaine
- Thunderbolts* (2025) - Valentina Allegra de Fontaine

## Prijzen
| Jaar | Prijs                | Categorie                                      | Titel                               | Resultaat   |
| ---- | -------------------- | ---------------------------------------------- | ----------------------------------- | ----------- |
| 1992 | Primetime Emmy Award | Beste vrouwelijke bijrol in een komedieserie   | Seinfeld                            | Genomineerd |
| 1993 | Primetime Emmy Award | Beste vrouwelijke bijrol in een komedieserie   | Seinfeld                            | Genomineerd |
| 1994 | Primetime Emmy Award | Beste vrouwelijke bijrol in een komedieserie   | Seinfeld                            | Genomineerd |
| 1995 | Primetime Emmy Award | Beste vrouwelijke bijrol in een komedieserie   | Seinfeld                            | Genomineerd |
| 1996 | Primetime Emmy Award | Beste vrouwelijke bijrol in een komedieserie   | Seinfeld                            | Gewonnen    |
| 1997 | Primetime Emmy Award | Beste vrouwelijke bijrol in een komedieserie   | Seinfeld                            | Genomineerd |
| 1998 | Primetime Emmy Award | Beste vrouwelijke bijrol in een komedieserie   | Seinfeld                            | Genomineerd |
| 2006 | Primetime Emmy Award | Beste vrouwelijke hoofdrol in een komedieserie | The New Adventures of Old Christine | Gewonnen    |
| 2007 | Primetime Emmy Award | Beste vrouwelijke hoofdrol in een komedieserie | The New Adventures of Old Christine | Genomineerd |
| 2008 | Primetime Emmy Award | Beste vrouwelijke hoofdrol in een komedieserie | The New Adventures of Old Christine | Genomineerd |
| 2009 | Primetime Emmy Award | Beste vrouwelijke hoofdrol in een komedieserie | The New Adventures of Old Christine | Genomineerd |
| 2010 | Primetime Emmy Award | Beste vrouwelijke hoofdrol in een komedieserie | The New Adventures of Old Christine | Genomineerd |
| 2012 | Primetime Emmy Award | Beste vrouwelijke hoofdrol in een komedieserie | Veep                                | Gewonnen    |
| 2013 | Primetime Emmy Award | Beste vrouwelijke hoofdrol in een komedieserie | Veep                                | Gewonnen    |
| 2014 | Primetime Emmy Award | Beste vrouwelijke hoofdrol in een komedieserie | Veep                                | Gewonnen    |
| 2015 | Primetime Emmy Award | Beste vrouwelijke hoofdrol in een komedieserie | Veep                                | Gewonnen    |
| 2016 | Primetime Emmy Award | Beste vrouwelijke hoofdrol in een komedieserie | Veep                                | Gewonnen    |
| 2017 | Primetime Emmy Award | Beste vrouwelijke hoofdrol in een komedieserie | Veep                                | Gewonnen    |
| 2019 | Primetime Emmy Award | Beste vrouwelijke hoofdrol in een komedieserie | Veep                                | Genomineerd |